# George Estman
George Anders Estman (* 8. September 1922; † 16. September 2006 in Alberton) war ein südafrikanischer Bahnradsportler.
Bei den Olympischen Spielen 1948 in London startete George Estman im Einzelstraßenrennen, das Rennen konnte er nicht beenden. In der Mannschaftswertung kam sein Team nicht in die Wertung. Vier Jahre später, bei den Spielen in Helsinki errang er Silber in der Mannschaftsverfolgung auf der Bahn, mit Jimmy Swift, Tommy Shardelow und Robert Fowler. Auch hier konnte er das olympische Straßenrennen nicht beenden. Das südafrikanische Team kam nicht in die Mannschaftswertung. 1952 bestritt die britische Bahnnationalmannschaft in Vorbereitung auf die olympischen Wettkämpfe eine Wettkampfreise durch Südafrika. Die britischen Fahrer unterlagen überraschend in beiden ausgetragenen Länderkämpfen in Johannesburg und in Paarl gegen die südafrikanische Nationalmannschaft, deren Mitglied er war.